# Sint-Nicolaaskerk (Halle-Böllberg)
De Sint-Nicolaaskerk (Duits: St. Nikolaus) is een van de oudste kerken van Halle (Saksen-Anhalt). Het betreft de oude dorpskerk van het voormalige vissersdorp Böllberg in het huidige stadsdeel Böllberg-Wörmlitz. De kerk is een halte op de route Straße der Romanik.

## Geschiedenis
De Nicolaaskerk werd tegen het einde van de 12e eeuw door Nederlandse kolonisten opgericht in een oorspronkelijk Slavische nederzetting. De eerste indirect gedocumenteerde vermelding van het kerkgebouw stamt uit 1291 als er bericht wordt over een kapelaan voor Böllberg, destijds Bellberch uf der Sale geheten. Uit een bericht van 1298 blijkt dat de kerk aan de heilige Nicolaas was gewijd.
In het jaar 1307 werd de kerk een zelfstandige parochiekerk. Voordien betrof het een filiaalkerk van het Jorisklooster in Glaucha, een nederzetting voor de stadsmuren van Halle. Omstreeks het jaar 1500 werd de houten zoldering van de kerk beschilderd. Na de reformatie werd de Nicolaaskerk een filiaalkerk van de nabijgelegen parochiekerk van Wörmlitz. Het kerkgebouw werd tussen 1600-1650 gerenoveerd en van een nieuwe kansel, altaaropzet, crucifix en een beschilderd paneel van Luther voorzien.
In 1825 werd de bouwvallige houten toren gesloopt, de klok was al in 1788 verkocht om met de opbrengst ervan restauratiewerkzaamheden te kunnen betalen. Vanaf 1844 werd de kerk voor een twintigtal jaren niet meer gebruikt, de bewoners van Böllberg kerkten in het naburige Wörmlitz. Het gebouw was in zo'n slechte toestand, dat zelfs afbraak werd overwogen. Dankzij de inzet van de staatsconservator en kunsthistoricus Ferdinand von Quast werd de sloop van het gebouw voorkomen. Met name de beschilderde zoldering maakte indruk bij hem. In de 2e helft van de 19e eeuw volgden restauraties.
In 1950 werd Böllberg geannexeerd door Halle. Voor de verbreding van de naast de kerk lopende weg werd in 1975 een groot deel van het omringende kerkhof geruimd. In 1982-1983 werd ten zuiden van de kerk een stenen klokkentoren gebouwd.
Van 2005 tot 2006 werden het dak, het beschadigde doopvont en het beschilderde plafond gerenoveerd. Ook het sterk verweerde timpaan en de stenen deuromlijsting zijn weer hersteld.

## Beschrijving
De Nicolaaskerk is een van zandsteen gebouwde zaalkerk met een halfronde apsis in het oosten. In plaats van een aangebouwde kerktoren staat iets ten zuiden van het gebouw een toren voor de klok. Op de westelijke kant van het kerkdak staat een windvaan, waarop het jaartal 1184 te lezen valt.
Oorspronkelijk bezat het gebouw zowel aan de zuid- als ook aan de noordzijde drie kleine rondbogige vensters. De vensters aan de zuidzijde werden in het midden van de 19e eeuw vergroot en een vierde venster werd toegevoegd.
De ingang van de kerk bevindt zich op het zuiden. Ten westen van de ingang staat het grafmonument van de familie Hildebrand uit 1875. Deze familie bezat sinds 1858 de molen van Böllberg en trad tot 1945 op als patroon van de kerk. Ten oosten van de ingang herinnert een plaquette van zandsteen aan de gevallenen in de Eerste Wereldoorlog.

## Interieur
Het oudste voorwerp van de kerk is het eenvoudige, romaanse doopvont. Bijzonder is de tussen 1500-1550 aangebrachte beschildering aan de houten zoldering. De 19e-eeuwse architect Karl Friedrich Schinkel vond de beschildering zo interessant, dat hij er een kopie van liet maken. De sjablonen van de beschildering zijn zeer gedetailleerd en werden in de kleuren rood, groen, wit en zwart uitgevoerd.
De kansel stamt uit de late renaissance en werd in de jaren 1930-1931 door Fritz Leweke beschilderd. De velden van de kansel en de trap zijn met afbeeldingen van de apostelen Jacobus, Bartholomeüs, Andreas, Petrus en Paulus voorzien. Boven de herenbank hangt een houten paneel van Maarten Luther uit het jaar 1657. Het crucifix bij de ingang ontstond vermoedelijk rond 1700. Het Kühne-orgel werd in 1979 ingebouwd.